# Kościół Wniebowzięcia Najświętszej Marii Panny w Biłgoraju
Kościół pw. Trójcy Przenajświętszej i Wniebowzięcia Najświętszej Marii Panny – świątynia rzymskokatolicka w Biłgoraju.
Obiekt ten jest kościołem dekanalnym dla dekanatu Biłgoraj – Północ w diecezji zamojsko-lubaczowskiej. Ponadto jest kościołem parafialnym dla parafii pw. Trójcy Przenajświętszej i Wniebowzięcia NMP.
Kościół ten stanowi zabytek architektury późnobarokowej, wpisany do państwowej (nr A/172 z 7.05.1957 i z 3.01.1967) oraz miejskiej ewidencji zabytków.

## Usytuowanie kościoła
Kościół znajduje się w centralnej części Biłgoraja, w granicach administracyjnych osiedla Śródmieście. Jest zlokalizowany na placu, do którego przylegają ulice Zamojska i 3 Maja. W pobliżu świątyni znajdują się m.in. skwer oraz tereny o charakterze mieszkalno-usługowym. Bezpośrednie sąsiedztwo dla kościoła stanowi Plac Wolności z ratuszem miejskim.
Działka wokół kościoła jest otoczona murem i stanowi obszar dawnego cmentarza. Teren ten jest niewielkim wzniesieniem zagospodarowanym jako park z drzewami – pomnikami przyrody. Od strony południowej działka sąsiaduje z zabudowaniami przykościelnymi, wśród których znajdują się m.in. plebania, sale katechetyczne, kancelaria parafialna i dom zakonny sióstr serafitek.
W murze otaczającym park przykościelny umieszczone są dwie zabytkowe figury: 
- pochodząca z 1699, z płaskorzeźbami, przedstawiającymi Matkę Bożą, krucyfiks i litery MS[3];
- pochodząca z XIX w., z tabliczką upamiętniającą powstanie styczniowe.

## Opis świątyni

### Architektura
Obiekt został wybudowany w stylu późniejszego baroku. Materiałem budowlanym jest cegła pokryta tynkiem. Kościół zaprojektowano na planie krzyża łacińskiego, którego dłuższe ramię leży na linii wschód-zachód. Fasada budynku wraz z głównym wejściem jest skierowana na zachód, w stronę ulicy 3 Maja. Naprzeciwko wejścia do kościoła znajduje się węższe od nawy prezbiterium. W krótszym ramieniu krzyża znajdują się stara zakrystia (po stronie północnej) i kaplica św. Mikołaja (po stronie południowej) z wejściem do nowej zakrystii.
Wewnątrz kościół ma układ halowy, jednonawowy. Naprzeciwko prezbiterium, nad głównym wejściem do świątyni, znajduje się empora z szesnastogłosowymi organami, a pod nią kruchta. Kościół ma też drugą kruchtę, przylegającą do nawy po stronie południowej. Sklepienie nawy kościoła jest wykonane w typie kolebkowym. 
Pod świątynią znajdują się krypty grobowe, zamknięte i niedostępne dla zwiedzających. Pochowani są w nich m.in. ks. Jan Kanty Mroczkowski, proboszcz w latach 1717-1764, oraz Stanisław Kostka Nowakowski, szambelan króla Stanisława II Augusta i właściciel miasta w latach 1806-1841.
Świątynia ma dwie jednakowe wieże, umiejscowione na ścianie fasadowej, pełniące rolę dzwonnicy i przykryte metalowymi hełmami. W fasadzie znajdują się wnęki z XIX-wiecznymi rzeźbami, przedstawiającymi św. Piotra i św. Pawła, a także tablice z wyrytymi danymi fundacyjnymi.
W kruchcie umieszczona jest tablica z epitafium pochowanego w kościele Stanisława Kostki Nowakowskiego. W nawie kościoła znajdują się tablice ku czci ks. Józefa Chmielewskiego oraz ks. Czesława Koziołkiewicza, a także tablica upamiętniająca żołnierzy Armii Krajowej ziemi biłgorajskiej. Na zewnątrz, we frontowej ścianie świątyni, wmurowana jest też tablica ku pamięci ofiar zbrodni na Rapach.

### Wyposażenie
Wyposażenie wnętrza kościoła utrzymane jest w stylu późnobarokowym. Jednakże większość elementów (m.in. ławki, konfesjonały) pochodzi z okresu po II wojnie światowej. Dotyczy to m.in. wielkiego ołtarza, który jest wierną rekonstrukcją poprzedniego, zniszczonego podczas pożaru w 1939.
W nawie świątyni znajdują się trzy drewniane, złocone ołtarze:
- lewy boczny, z obrazami św. Antoniego i Przemienienia Pańskiego;
- prawy boczny, z obrazami Matki Bożej Częstochowskiej i św. Józefa;
- główny – wielki, umieszczony w prezbiterium, z obrazami Wniebowzięcia Najświętszej Maryi Panny i Trójcy Przenajświętszej.

W kaplicy bocznej znajduje się też drewniany ołtarz św. Mikołaja. Wśród elementów wyposażenia znajdują się m.in. metalowy krucyfiks z XIX w. i kamienna chrzcielnica z 1828.
W głównym ołtarzu umieszczone są relikwie św. Antonina, św. Mariana, św. Mansweta i św. Klemensa.

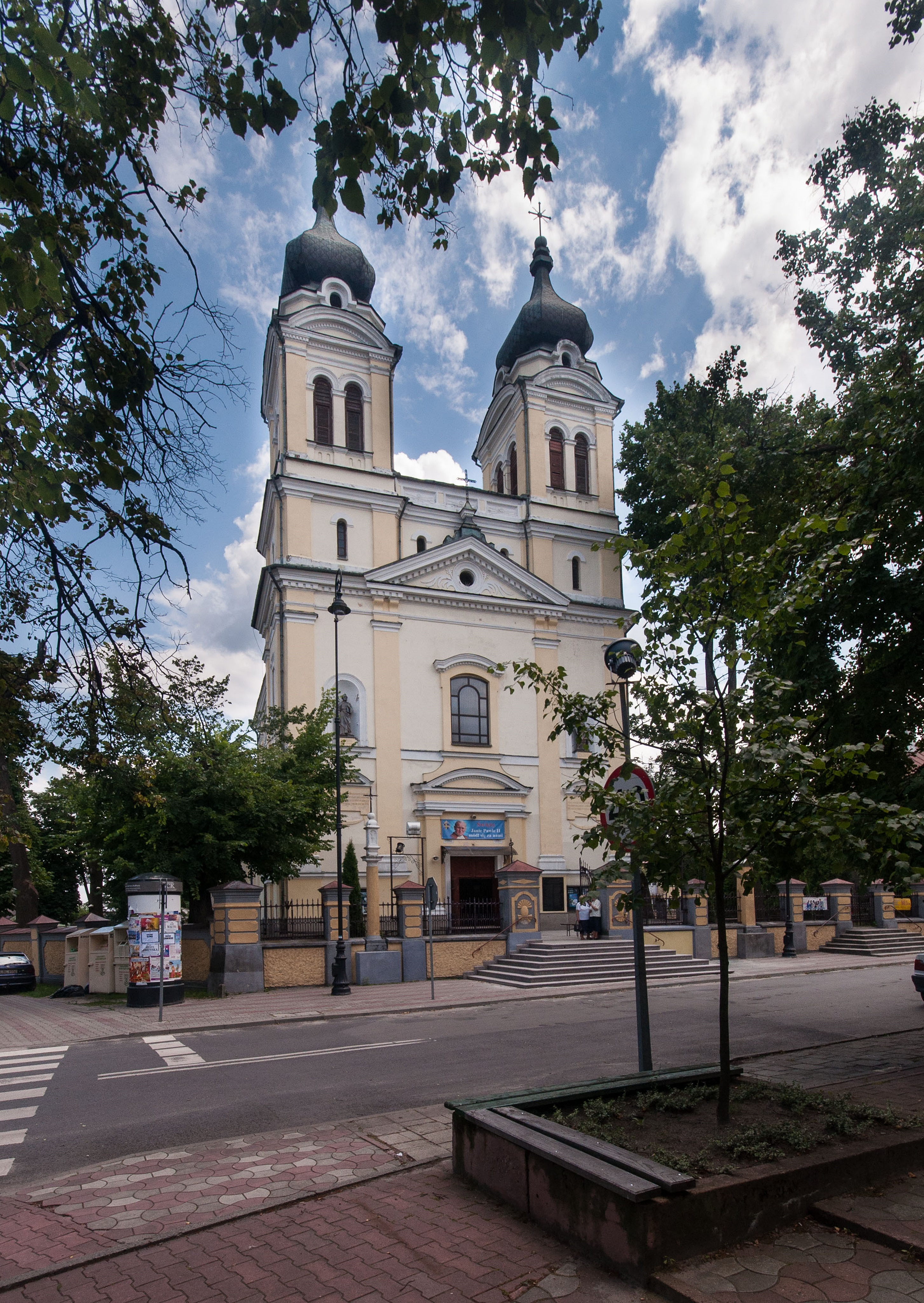
Fasada kościoła, widok od strony ul. 3 Maja
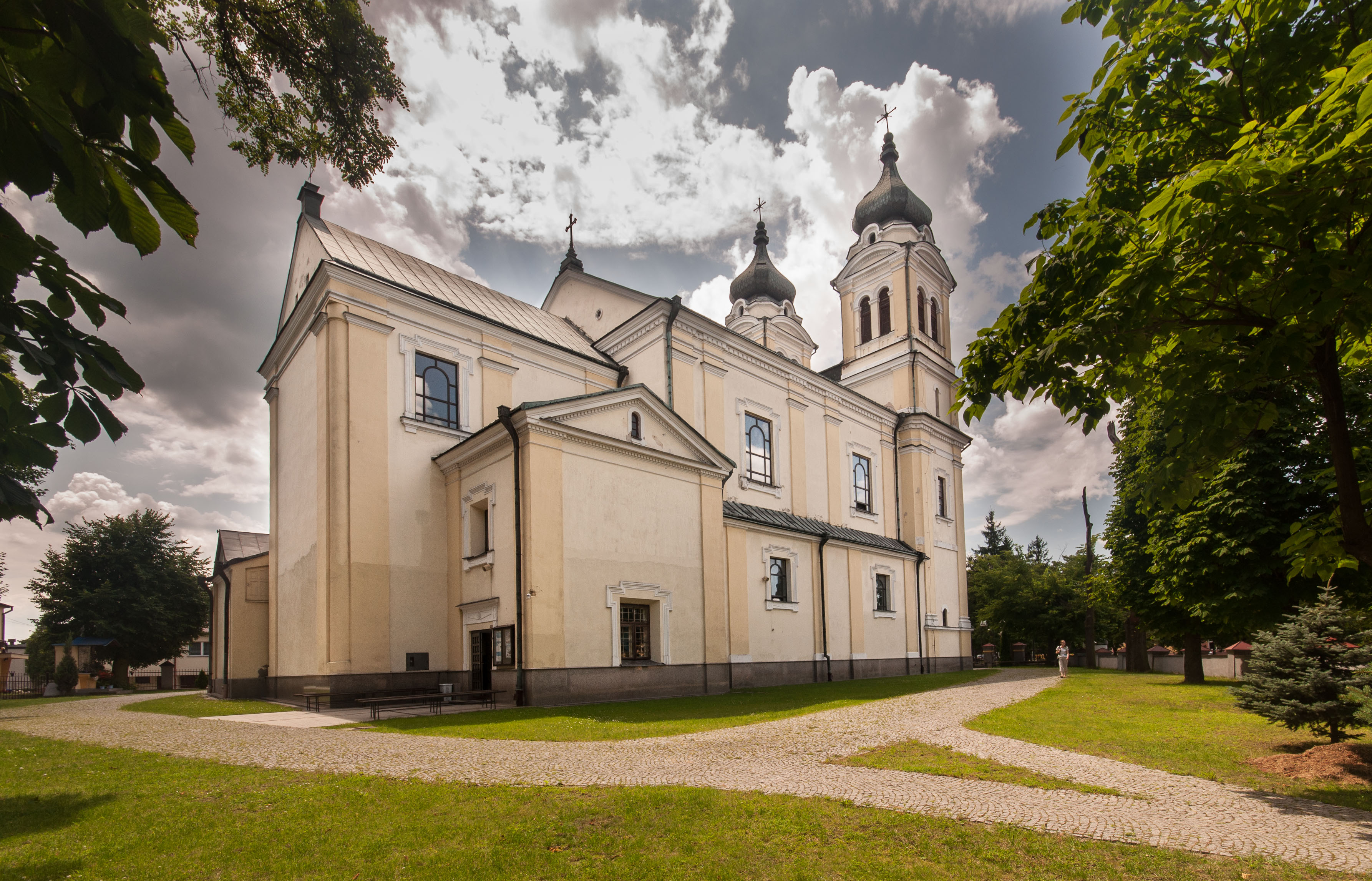
Bryła świątyni z wejściem do starej zakrystii, widok od strony północnej
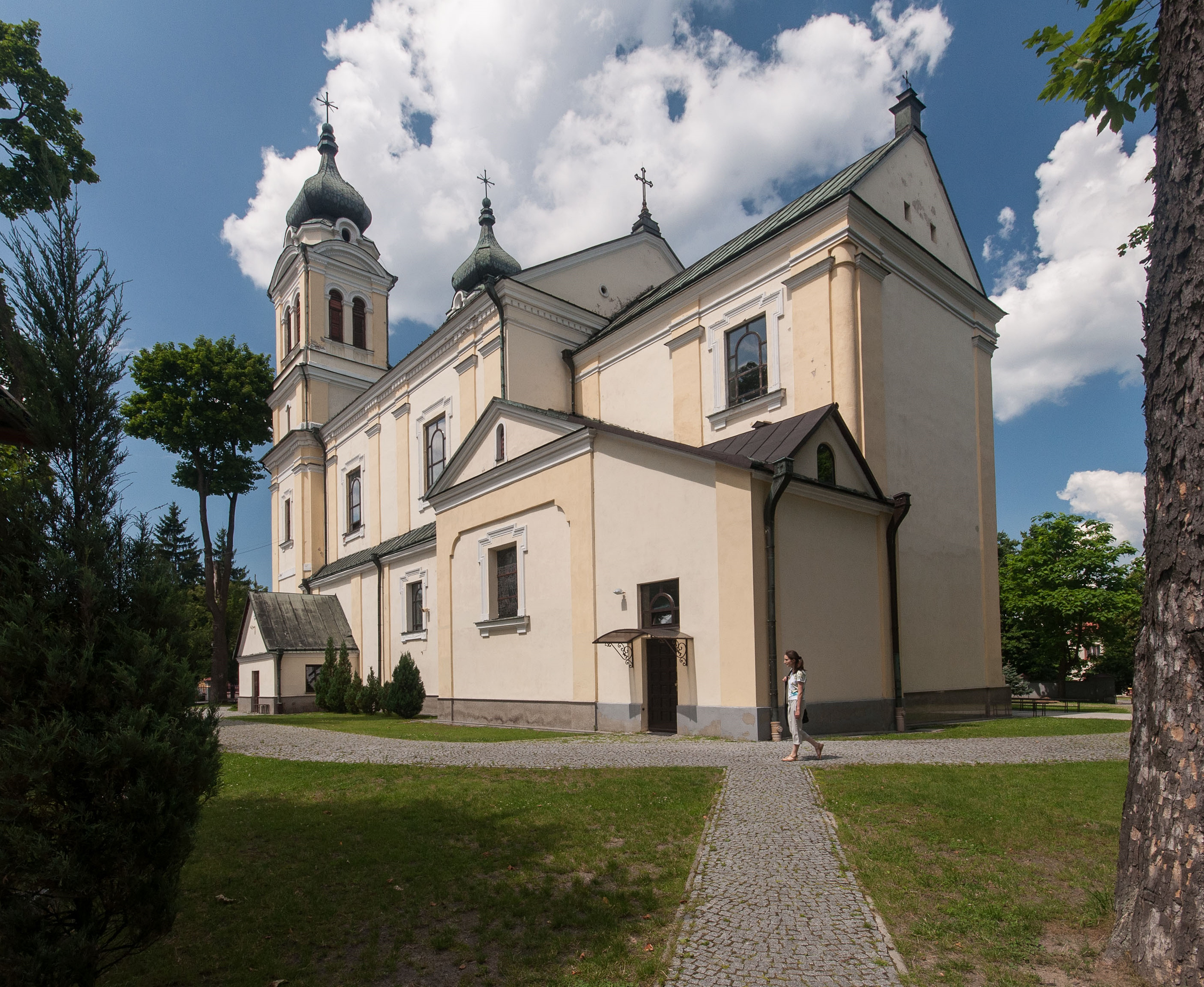
Bryła świątyni z wejściami do zakrystii i bocznej kruchty, widok od strony południowej
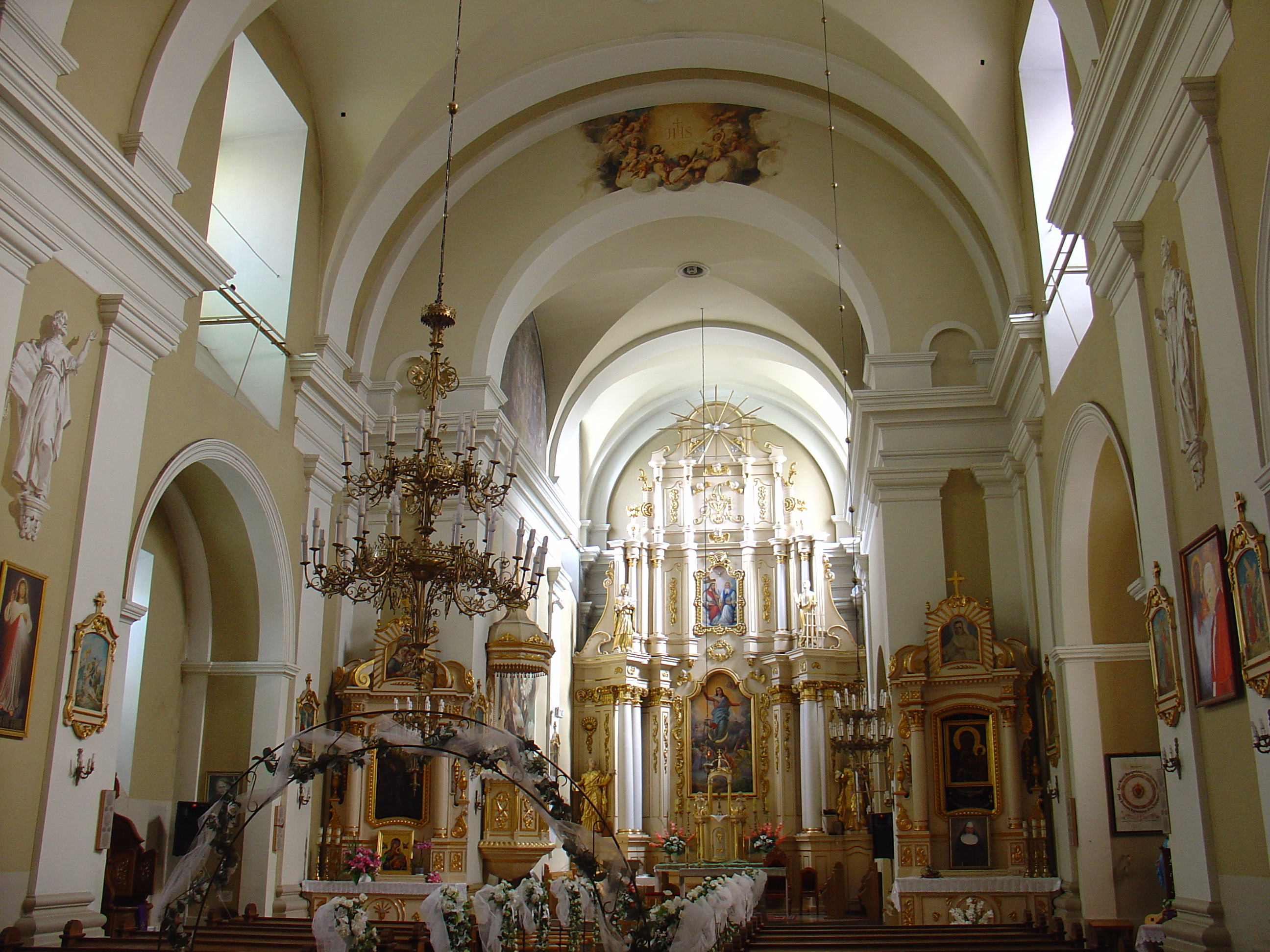
Wnętrze kościoła, widok na nawę główną i prezbiterium
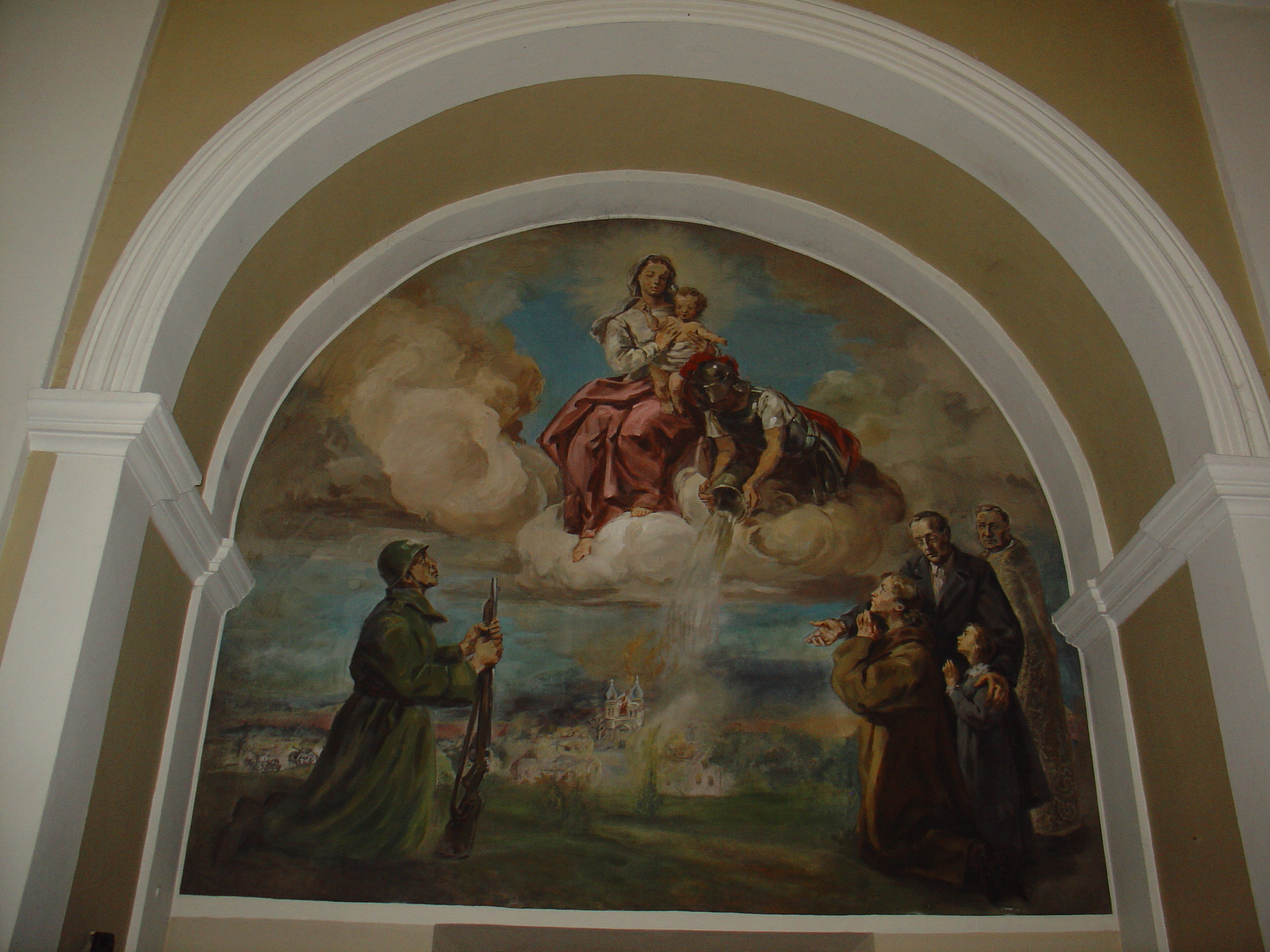
Wnętrze kościoła, malowidło przedstawiające Biłgoraj płonący we wrześniu 1939

## Historia

### Okres protestancki (do 1700)
Miejsce, w którym obecnie znajduje się kościół, pełni funkcje religijne od momentu powstania Biłgoraja, czyli już od drugiej połowy XVI wieku. Pierwotnie zbudowano tutaj zbór kalwiński. Do jego wzniesienia doszło z inspiracji rodu Gorajskich herbu Korczak. Przedstawiciele tej rodziny byli założycielami i właścicielami miasta do drugiej połowy XVII wieku. Jednocześnie byli oni aktywnymi działaczami protestanckimi. Wybierając miejsce na zbór kierowano się zapewne tym, że stanowiło ono szczyt niewielkiego wzniesienia, a zarazem znajdowało się blisko narożnika rynku miejskiego.
W 1604 w Biłgoraju zbudowana została kaplica katolicka, jednak nie ma ścisłych danych o jej umiejscowieniu. W pierwszych latach XVII wieku powstała też pierwsza w mieście katolicka parafia. W 1692 wyodrębniono z niej obecną parafię pw. Trójcy Świętej i Wniebowzięcia NMP. Do tego czasu zanikły też wpływy dominującego początkowo w mieście protestantyzmu.

### Pierwszy kościół drewniany (ok. 1700-1732)
Około 1700 w miejscu dotychczasowego zboru protestanckiego wybudowano drewniany kościół katolicki, któremu nadano tytuł Wniebowzięcia Najświętszej Maryi Panny. Do 1717 kościołem oraz parafią opiekowali się zakonnicy franciszkańscy z klasztoru w Puszczy Solskiej. Według opisu z 1728 świątynia była w całości drewniana i pokryta gontem, a wewnątrz znajdowały się trzy ołtarze.

### Obecny kościół murowany (lata 1732-1939)
W 1732 staraniem ówczesnego proboszcza, ks. Jana Kantego Mroczkowskiego, rozpoczęto budowę obecnie istniejącego kościoła murowanego. Świątynię wzniesiono jako obiekt w stylu barokowym i zastąpiła ona dotychczasowy kościół drewniany. Inwestycja została zakończona w 1755.
W 1762 wykonano dla kościoła dwunastogłosowe organy. W 1789 wzniesiono murowaną dzwonnicę, która odtąd stanowiła bramę wejściową do świątyni. 6 czerwca 1778 dokonano konsekracji świątyni. Ówczesne opisy, pochodzące z 1773 i 1786, mówią, że wewnątrz kościoła znajdowało się sześć ołtarzy, a wokół znajdował się cmentarz. Z zakrystii można było wejść do skarbca i na ambonę. W głównym ołtarzu znajdował się obraz Matki Bożej Wniebowziętej, a na bokach ołtarza znajdowały się relikwiarze. W nawie kościoła ustawione były dwa rzędy ławek.
Na przełomie XVIII i XIX w. przestano korzystać z cmentarza znajdującego się wokół kościoła. Jego rolę przejął cmentarz przy ul. Lubelskiej (tzw. lapidarium). W latach 1827–1842 została przeprowadzona renowacja świątyni, w trakcie której m.in. wymieniono podłogę i dach. W 1869 wnętrze kościoła zostało odmalowane, a ponadto wybudowano wtedy nową ambonę i zakupiono chrzcielnicę.
W latach 80. XIX w. wybudowano dwie istniejące do dzisiaj wieże, a także przebudowano frontową ścianę kościoła. W 1904 umieszczono w niej figury św. Piotra i Pawła. W efekcie tych inwestycji fasada budynku przyjęła obecnie istniejącą formę.
W 1911 w kościele ułożono posadzkę, w 1912 zamówiono nowe organy, a w 1913 wybudowano dwa nowe ołtarze. W 1912 z nieznanych przyczyn w świątyni wybuchł pożar. W 1926 została rozebrana XVIII-wieczna dzwonnica, a w 1927 wybudowano obecnie istniejącą plebanię.

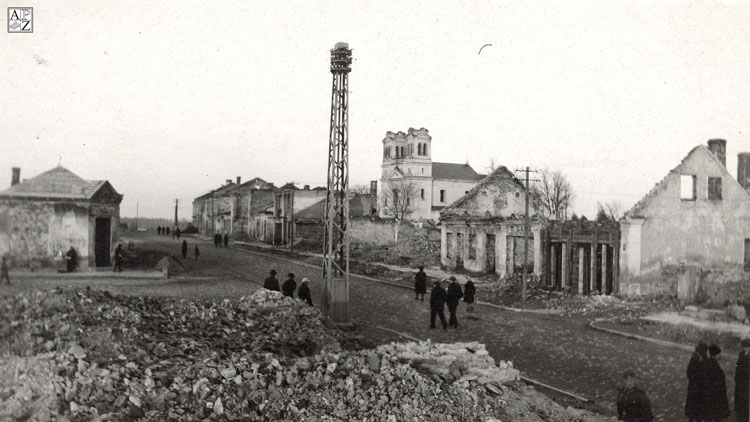
Rynek w Biłgoraju zrujnowany po walkach z 1939; widoczne spalone i pozbawione hełmów wieże kościoła

Kościół poniósł bardzo ciężkie straty podczas II wojny światowej. Działania z 1939 doprowadziły do zrujnowania świątyni. 11 września 1939 podczas największego pożaru miasta obiekt został zupełnie spalony. Ogień strawił wyposażenie wnętrza łącznie z ołtarzami; runął dach, stopiły się dzwony i hełmy na wieżach. Udało się natomiast uratować naczynia liturgiczne oraz księgi metrykalne.

### Obecny kościół murowany (okres po 1939)
W czasie okupacji niemieckiej (1939-1944) dzięki staraniom proboszcza, ks. Czesława Koziołkiewicza, dokonano prowizorycznych napraw, które skutecznie zabezpieczyły świątynię przed dalszą dewastacją. Jednakże gruntowna odbudowa kościoła ze zniszczeń miała miejsce dopiero po 1944. Wtedy przeprowadzono kompletny remont, m.in. naprawiono wieże, w 1945 zakupiono żyrandole, a w 1950 poświęcono i zamontowano trzy dzwony. W latach 1950–1955 zamówiono, skonstruowano i zamontowano wielki ołtarz, wzorowany na poprzednim (dzięki przedwojennym fotografiom i rysunkom udało się go niemal idealnie odtworzyć). W 1960 ołtarz ten został konsekrowany. Również w 1960 zostały kupione nowe, szesnastogłosowe organy, a w 1962 umieszczono w kościele obraz Matki Bożej Częstochowskiej, ofiarowany parafii przez ks. kardynała Stefana Wyszyńskiego.
W późniejszych latach w obiekcie prowadzono głównie prace konserwacyjne. Świątynię remontowano m.in. w latach 1963–1964 (tynkowanie), 1976 (remont dachu), 1989–1991 (złocenie wyposażenia) i 2002 (malowanie wewnątrz i na zewnątrz). W 2018 wykonano kompleksową renowację elewacji budynku.